# 大江戸温泉物語 道後
大江戸温泉物語 道後（おおえどおんせんものがたり どうご）は、愛媛県松山市道後にある大江戸温泉物語グループのホテル。

## 概要
2014年3月に湯快リゾートが「つかさビューホテル」を買収。買収後は改装のため一時休業し、7月4日に「道後彩朝楽」としてオープンした。客室は67から83に増設し、新たに卓球や漫画、ビリヤードコーナー、カラオケルームなどを設けた。
道後温泉に位置しながら、他地域資本の企業進出を警戒した道後温泉旅館協同組合が源泉使用に同意しなかったため、鈍川温泉（今治市）の湯を週3回輸送して使用している。
2024年11月1日、大江戸温泉物語ブランドに変更となり、施設名も「大江戸温泉物語 道後」となった。

## アクセス
- 伊予鉄道城南線道後温泉駅より無料巡回バスで約3分。